# 赫里特·斯希梅尔彭宁克
赫里特·斯希梅尔彭宁克（荷蘭語：Gerrit Schimmelpenninck；1794年2月25日—1863年10月4日）是荷兰商人和政治家，观点介于自由派及保守派之間。他是吕特赫·扬·斯希梅尔彭宁克的儿子和荷兰归正教会成员。1848年3月出任荷兰大臣會議主席（首相）兼外交、财政大臣。他建议遵循英国议会模式，但遭到其他大臣拒绝，1848年5月14日辞职。